# Дієго Окк'юцці
Дієго Окк'юцці  (італ. Diego Occhiuzzi, 30 квітня 1981) — італійський фехтувальник, олімпійський медаліст.

## Виступи на Олімпіадах
| Олімпіада   | Дисципліна      | Місце |
| ----------- | --------------- | ----- |
| Пекін 2008  | шабля, особисті | 23    |
| Пекін 2008  | шабля, командні | 3     |
| Лондон 2012 | шабля, особисті | 2     |
| Лондон 2012 | шабля, командні | 3     |